# Symeon Słupnik Młodszy
Symeon (Szymon) Słupnik Młodszy, Symeon Stylita Młodszy, cs. Prepodobnyj Simeon Stołpnik na Diwnoj gore (ur. około 520 w Antiochii Syryjskiej, zm. 24 maja 592 w Syrii) – święty Kościoła katolickiego i prawosławnego, teolog, kaznodzieja, anachoreta.

## Żywot świętego
Symeon urodził się w rodzinie pochodzącej z Edessy, jego matką była św. Marta. Pokutnicze życie na słupie rozpoczął w wieku dwudziestu lat. Pierwsze sześć lat spędził w pobliżu swego przewodnika duchowego Jana, przez kolejne dwanaście na słupie mierzącym czterdzieści stóp. W poszukiwaniu eremu, w którym nie byłby narażony na kontakty z ludźmi, przeniósł się na kolejne dziesięć lat na wysoki słup umieszczony na wzgórzu nazwanym później „Cudowną Górą”. Na ostatnim ośmiokątnym słupie spędził czterdzieści pięć lat pod gołym niebem. W tym czasie odbył dwunastoletni diakonat, a później pełnił posługę kapłańską. Pod miejsce jego umartwień zaczęli przybywać uczniowie, którzy z czasem wybudowali za namową Symeona świątynię pod wezwaniem Świętej Trójcy i klasztor. Miejsce to stało się już za jego życia celem pielgrzymek.
Pozostały po Symeonie dzieła epistolograficzne, hymny liturgiczne i kazania, będące świadectwem jego wiedzy teologicznej.

## Kult
W ikonografii jest przykładem słupnika na szczycie kolumny.
W przekazach hagiograficznych podawane są informacje, że z wysokości swego słupa prowadził rozmowy z Chrystusem i aniołami, a także przypisywane mu jest posiadanie mocy, dzięki której panował nad siłami natury i panował nad demonami.
W Martyrologium Rzymskim jego sylwetkę umieścił Cezary Baroniusz, opis można znaleźć pod datą 3 września.
Współcześnie dzień wspomnienia obchodzony jest w jego rocznicę śmierci, tj. 24 maja w Kościele katolickim i 24 maja/6 czerwca, tj. 6 czerwca według kalendarza gregoriańskiego w Cerkwi prawosławnej.

## Imię
Imię Symeon pochodzenia semickiego jest oboczną formą męskiego imienia Szymon.